# Farmington (Michigan)
Farmington ist eine Stadt in Oakland County im US-Bundesstaat Michigan. Das U.S. Census Bureau hat bei der Volkszählung 2020 eine Einwohnerzahl von 11.597 ermittelt.

## Geographie
Laut dem United States Census Bureau hat die Stadt in der Metro Detroit eine Landfläche von 6,9 km2.

## Demografie
Laut der Volkszählung des Jahres 2000 lebten 10423 Einwohner in der Stadt in 4825 Haushalten. Die Bevölkerungsdichte betrug 1507 Einwohner pro km2.
In den Haushalten lebten 24,4 % Kinder unter 18 Jahren, 47,7 % waren verheiratet. 38,5 % der Haushalte waren Single-Haushalte. Die durchschnittliche Haushaltsgröße betrug 2,13 und die durchschnittliche Familiengröße betrug 2,86.
20 % der Einwohner waren unter 18 Jahren, 5,3 % zwischen 18 und 24, 32,5 % zwischen 25 und 44 Jahren, 21,7 % zwischen 45 und 64 Jahren und 20,5 % waren 65 Jahre und älter. Auf 100 weibliche Einwohner kamen 89,3 männliche.
Das durchschnittliche Haushaltseinkommen betrug 56.442 US-Dollar.

## Verwaltung
Farmington hat einen Gemeinderat mit einem Bürgermeister und vier Ratsmitgliedern. Der Gemeinderat ernennt einen City Manager, der die tagtäglichen Geschäfte wahrnimmt.
Zusammen mit Farmington Hills stellt Farmington einen Repräsentanten in der Landesregierung von Michigan.
Im Dezember 2006 hat Farmington Hills eine Machbarkeitsstudie zur Fusion mit Farmington durchgeführt.

## Medien
Zusätzlich zu den Detroit News und der Detroit Free Press besitzt die Stadt zwei eigene Publikationen, den Farmington Observer und die Farmington Gazette, die wöchentlich erscheint.

## Persönlichkeiten
- Brent Johnson (* 1977), Eishockeyspieler
- Rob Globke (* 1982), Eishockeyspieler
- Megan Keller (* 1996), Eishockeyspielerin
- Paulson Adebo (* 1999), American-Football-Spieler